# Sindrome di Sly
La sindrome di Sly è una malattia congenita lisosomiale facente parte del gruppo delle mucopolisaccaridosi, che fa parte dell'eterogeneo gruppo delle malattie da accumulo lisosomiale. È una tra le mucopolisaccaridosi più rare: la sua incidenza è stimata essere inferiore a un caso ogni 250 000 nati vivi.

## Eziologia
La malattia è dovuta alla mutazione di un gene presente nel cromosoma 7; tale gene codifica per un enzima preposto al metabolismo dei mucopolisaccaridi. Essendo una malattia a trasmissione autosomica recessiva, tra due genitori in cui è presente l'alterazione di questo cromosoma in maniera asintomatica vi è una probabilità su quattro che il figlio nasca presentando i segni tipici della patologia di Sly. Un individuo nato dopo il primo bambino affetto dalla malattia dalla stessa coppia di genitori ha, a sua volta, una possibilità su quattro che la malattia insorga sintomaticamente.

## Sintomatologia
Caratteristico delle mucopolisaccaridosi come la sindrome di Sly è il facies lunare, ovvero l'abnorme accumulo di grasso sulla faccia, specie a livello degli zigomi, conferendo alla stessa una tipica forma tondeggiante. È presente un forte ritardo della crescita (la statura di un paziente Sly spesso non supera il 75% di quella di un individuo che rientra nella normalità), che spesso sfocia in nanismo ipofisario nell'adolescenza. Si riscontra in genere opacità corneale, spesso abbastanza forte da compromettere una vista accettabile, un cranio deformato ed allungato posteriormente, una fronte estremamente alta e molto sporgente, un torace stretto, debole, flaccido e tipicamente incassato, occhi distanziati e tagliati obliquamente, naso schiacciato e atrofia muscolare a livello addominale e degli arti inferiori. Non ultimo, un importante ritardo mentale spesso grave/gravissimo; esso è visibile fin dal primo anno di vita sotto forma di ritardo psicomotorio. Spesso è presente una sordità precoce ed invalidante.

## Diagnosi
All'esame delle urine gli affetti da sindrome di Sly presentano alti livelli di glicosaminoglicani; i loro globuli rossi e le cellule della cute mostrano una ridotta attività dell'enzima beta-galattosidasi. È comunque possibile anche la diagnosi prenatale della malattia.

## Terapia
Il trapianto di cellule staminali ematopoietiche, che migliora sintomatologia e prognosi in molte mucopolisaccaridosi, non è attualmente efficace nella sindrome di Sly. A livello farmacologico si sono riscontrati importanti benefici con la Vestronidasi alfa (Mepsevii) nei sintomi non-neurologici degli individui affetti dalla malattia.

## Prognosi
La prognosi è severa nella maggioranza dei casi con morte nei primi anni di vita, ma altri individui affetti da forme mitigate della malattia possono sopravvivere sino alla prima età adulta.